# Peterston-super-Ely
Peterston-super-Ely är en community i Storbritannien.   Den ligger i kommunen Vale of Glamorgan och riksdelen Wales, i den södra delen av landet, 220 km väster om huvudstaden London.